# Болховское (Нижегородская область)
Болховское — село в Сеченовском районе Нижегородской области, входит в состав Васильевского сельсовета. 

## География
Расстояние до районного центра села Сеченово — 25 километров, до областного центра города Нижнего Новгорода — 203 километра, до железнодорожной станции города Сергач 55 километров.

## История
По деревенским меркам Болховское — село крупное. Немало здесь семей, чей возраст не подошел ещё к пенсионному, а значит есть кому работать и в полеводстве и в социальной сфере. В своё время здесь многое было сделано для улучшения быта и труда его жителей: проложена асфальтированная дорога до Васильевки, тем самым решена проблема связи с районным центром; хозяйственным способом построены не один десяток квартир для членов колхоза, новая школа (закрыта в 2010 году), культурный комплекс, включающий в себя клуб, библиотеку и медпункт. А в начале 1990-х годов сюда пришел и природный газ.
Село Болховское являлось центральной усадьбой колхоза «Новый путь», объединявшем в единое хозяйство четыре населенных пункта: Болховское, Ивановка, Завидовка, Быковка.

## Население
| 2002 | 2010 |
| ---- | ---- |
| 150  | ↘115 |

Население по состоянию на 2010 год преимущественно русские.

## Инфраструктура
В настоящее время в Болховском осуществляют деятельность два сельскохозяйственных предприятия: ООО «Болховское» и ООО «Ивановка». Работает сельский клуб, библиотека, медпункт, почта, магазин, а в 2014 году создана пожарная часть.